# Ageplay
Ageplay (anglicky hra s věkem) je typ sexuální roleplay a praktikou BDSM, při níž jeden z partnerů, fyzicky i psychicky dospělý, hraje roli dítěte. Většinou se považuje za krajní formu BDSM na hranici společenské přípustnosti, podobně jako roleplay, napodobující incest, Věková hra není spojována s pedofilií ani nesouvisí s žádnou formou sexuálního zneužívání profesionálními psychology.[6]  Jednotlivci, kteří si hrají s věkem, jsou souhlasní dospělí, kteří si rádi představují nebo zobrazují sami sebe jako děti, nebo si pouze užívají dětské prvky typické pro děti přítomné u dospělých.. V takové situaci většinou dominantní partner zůstává v roli dospělého, přičemž hraje roli osoby dominantní vůči dítěti (učitel, lékař, rodič apod.), hrané dítě je mimoto často neposlušné a vzpurné (respektive hraje roli tohoto) a klade psychický ci fyzický odpor, přičemž tato hraná neposlušnost dává záminku k dalším BDSM praktikám. Je samozřejmě nesmírně důležité dodržovat pravidla bezpečnosti.
Praktiky ageplay dále mohou být kombinovány se spankingem, oblékáním plenek, ponižujícími lékařskými praktikami, jako měřením teploty v konečníku, používáním čípků a klystýru.
Termín ageplay nemusí být používán jen v souvislosti s BDSM a sexuálními praktikami, může jít i o pouhý „návrat do dětství“ na úrovni psychické a emoční, spojený s dětinským jednáním.